# Francisco Santa Cruz Pacheco
Francisco Santa Cruz Pacheco (Orihuela, 10 de mayo de 1797-Madrid, 31 de agosto de 1883) fue un político español, elegido diputado por Teruel en varias legislaturas durante el reinado de Isabel II, senador vitalicio, ministro de la Gobernación y de Hacienda durante el bienio progresista, presidente del Senado en 1871-1872, reinando Amadeo de Saboya, y gobernador del Banco de España.

## Biografía
De adscripción liberal, ya en 1820, al inicio del trienio liberal, se inscribió como voluntario en la Milicia Nacional de Orihuela, de la que fue hecho teniente capitán. Con el restablecimiento del absolutismo buscó refugio en casa de unos familiares en Griegos, en la sierra de Albarracín, donde contrajo matrimonio con la hija de uno de los más grandes terratenientes de la provincia. Al ser proclamado regente Espartero fue designado jefe político de la provincia de Teruel, con la que ya estaba plenamente identificado como presidente de la comisión auxiliar de los ganaderos. En febrero de 1843 dimitió como jefe político –dimisión que de momento no le fue aceptada– y fue elegido diputado por la circunscripción de Teruel dentro de la denominada «Candidatura del Progreso Legal», afín a Espartero, si bien no consta la toma de posesión del escaño al ser desaprobadas las elecciones en la circunscripción. Tras la disolución de la legislatura y el fin de la regencia escribió con Francisco Cabello y Ramón María Temprado, miembros de la misma candidatura esparterista, una Historia de la guerra última en Aragón y Valencia (primera edición aparecida entre 1845 y 1846) que era, al mismo tiempo, una reivindicación del liberalismo progresista y del papel de la nación en la construcción del liberalismo.

### Congresista
Aunque vinculado al Partido Progresista, en 1851 (gobierno de Juan Bravo Murillo) resultó elegido diputado por el distrito de Albarracín con 140 votos de los 286 censados con derecho a voto, siendo reelegido en 1853 (144 votos de 317 electores, de los que votaron 253). En octubre de 1854, siendo ministro de la Gobernación y, como tal organizador de las elecciones, resultó elegido diputado por las circunscripciones de Cuenca y Teruel, optando por el escaño de esta última en la que obtuvo 6242 votos de los 7600 emitidos. En 1857 volvió a serlo por el distrito de Albarracín, con 137 votos, y por Teruel en enero de 1869 (25653 votos sobre 40546 votantes). Todavía sería elegido diputado en 1871 y en las primeras Cortes de la Restauración, aunque en ambas ocasiones optó por la plaza de senador. Fue asimismo senador vitalicio y por las provincias de Cuenca y Teruel de 1858 a 1868, de 1871 a 1872 (presidente) y de 1876 a 1883, ahora en las filas del Partido Liberal-Conservador de Antonio Cánovas del Castillo.

### Responsabilidades de gobierno

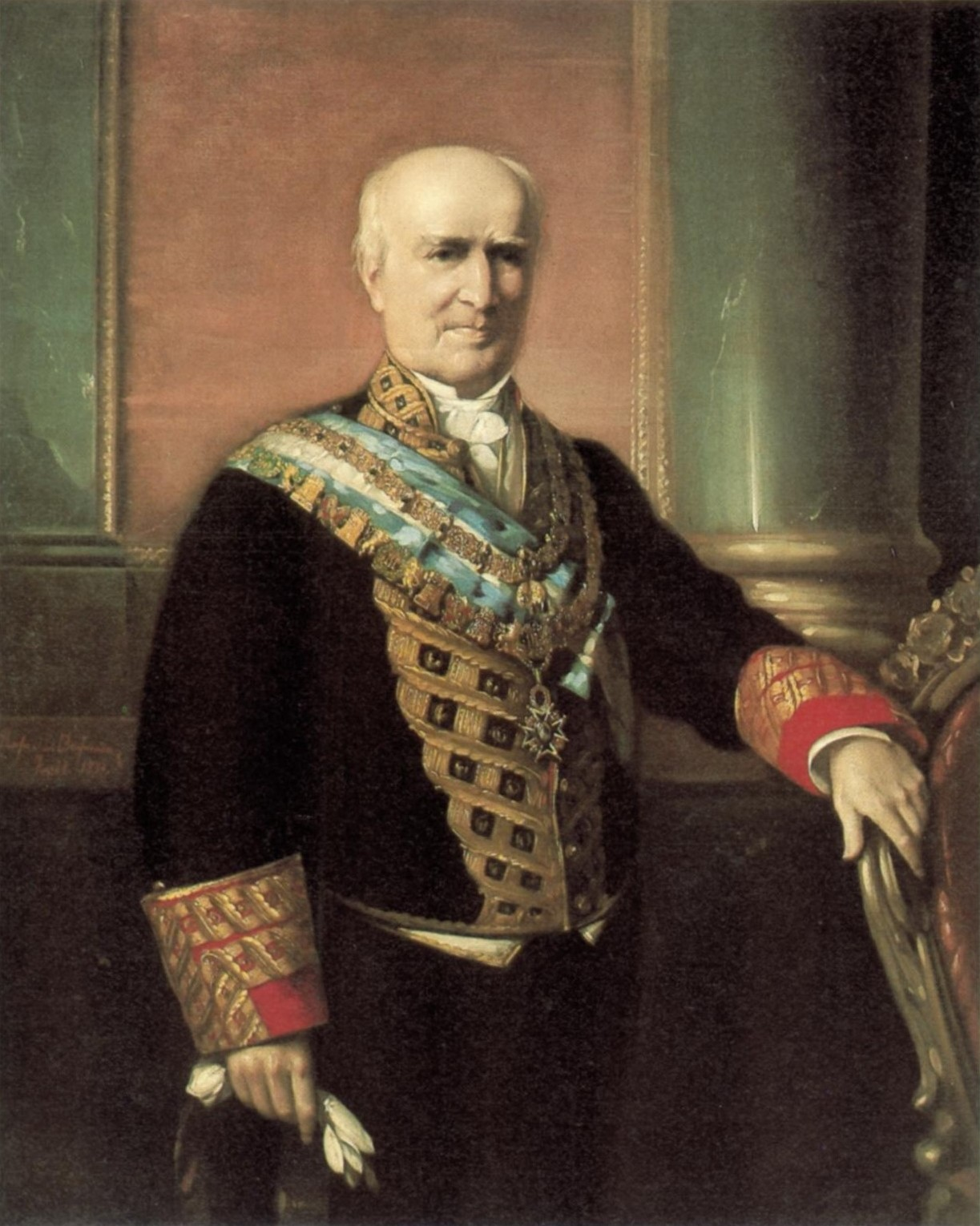
Reatrato de Francisco Santa Cruz por Rafael Benjumea, óleo sobre lienzo, colección del Banco de España.

El 30 de julio de 1854 fue nombrado ministro de la Gobernación en el primer gobierno formado por Espartero tras la llamada Revolución de 1854, cargo en el que se mantuvo hasta junio de 1855 cuando se vio obligado a dimitir como consecuencia de un voto de censura en el Congreso a raíz del intento de recortar la autonomía de la Milicia Nacional y de limitar su actividad política. Fue también ministro de Hacienda interino en el último gobierno de Espartero, desde el 7 de febrero de 1856 hasta el 14 de julio de ese mismo año, fecha de la designación de Leopoldo O'Donnell como jefe del gobierno. El respaldo que dio a O'Donnell, acercándose a su Unión Liberal por la que fue elegido diputado en 1857, fue recompensado con el nombramiento de presidente del Tribunal de Cuentas en 1858 y gobernador del Banco de España de noviembre de 1863 a abril de 1866. Tras la Revolución de 1868 se incorporó al Partido Constitucional formado por la fusión de los unionistas y un sector del Partido Progresista liderado por Sagasta, del que nacería el Partido Liberal Fusionista tras la Restauración (aunque él se adhiriera en esa ocasión al Partido Conservador), y todavía en junio de 1874 fue nombrado presidente del Consejo de Estado, donde se mantuvo hasta enero de 1875.
Cerca del final de su carrera política, en 1881, Ángel María Segovia resumía su dilatada y diversa trayectoria:

El señor Santa Cruz, a trueque de ser el árbitro de todos los destinos públicos en la provincia de Teruel, no tiene inconveniente en prestar su apoyo a cualquier gobierno, aun cuando no esté muy conforme con sus ideas políticas. Unas cuantas credenciales para sus parientes y amigos, pesan lo suficiente en la conciencia del Sr. Santa Cruz para inclinarle al lado del ministerio que se las da. El señor Santa Cruz es uno de los primeros capitalistas de Teruel, y aparte de sus condiciones como hombre político, tiene la envidiable y no vulgar cualidad de ser muy buen amigo de sus amigos e incansable protector de sus paisanos, entre los cuales, si le fuera posible, repartiría todos los empleos de la nación.